# San Juan Colorado
San Juan Colorado es una localidad del estado mexicano de Oaxaca. Es cabecera del municipio de San Juan Colorado.

## Demografía
| Censo | Población |
| ----- | --------- |
| 1900  | 1795      |
| 1910  | 1614      |
| 1921  | 1330      |
| 1930  | 1502      |
| 1940  | 1688      |
| 1950  | 2222      |
| 1960  | 2571      |
| 1970  | 3259      |
| 1980  | 3617      |
| 1990  | 4471      |
| 1995  | 4889      |
| 2000  | 5112      |
| 2005  | 5345      |
| 2010  | 5561      |
| 2020  | 5679      |